# Polinomi mònic
En àlgebra, un polinomi mònic és un polinomi de variable única en què el coeficient principal és igual a 1. Per tant, un polinomi mònic en la indeterminada {\displaystyle x} té la forma: {\displaystyle x^{n}+c_{n-1}x^{n-1}+...+c_{2}x^{2}+c_{1}x+c_{0}}
Per exemple, el polinomi {\displaystyle x^{3}+5x-4} és mònic perquè el coeficient del terme x3 és 1, però d'altres com {\displaystyle -x^{2}+3x} o bé {\displaystyle 5xy+x+y+1} no ho són.